# Ophiomyia shibatsuji
Ophiomyia shibatsuji este o specie de muște din genul Ophiomyia, familia Agromyzidae, descrisă de Kato în anul 1961. Conform Catalogue of Life specia Ophiomyia shibatsuji nu are subspecii cunoscute.